# 孫繼有
孫繼有（1557年—？），字恒叔，號姚岑，浙江紹興府餘姚縣人，匠籍，明朝政治人物。

## 生平
萬曆十三年（1585年）舉乙酉科浙江鄉試十三名，萬曆十四年（1586年）聯捷丙戌科會試五十二名，登二甲第一百二名進士。刑部观政，初知莆田县，治才敏给，剖决如流，尝微行钩察，尽知民间铢两事。菁寇曾廷邦等谋为变，以计擒之。月立会课者再，身亲评骘，士亦争趋其门，以希荐引。二十年（1592年）擢任南京刑部主事。因论大学士王锡爵与高攀龙、杨应宿事，被斥为民。后来官至知府。

## 著作
有 《尙書集解十卷》。

## 家族
曾祖孫浩，曾任壽官；祖父孫芸；父孫祖孝，曾任庠生。母潘氏。永感下。兄继上、继達。弟继光、继采。